# 西雅图市旗
西雅图市旗（Flag of Seattle）的颜色为鸭蛋绿和白色，中间印有西雅图酋长的肖像。“CITY OF GOODWILL”的字样围绕在肖像上方，而“SEATTLE”则位于肖像的下方。
西雅图市旗由西雅图市议会成员设计，于1990年7月16日被采用。